# Тушт
Тушт (лат. Portulaca oleracea) је једногодишња зељаста биљка из породице Portulacaceae. Зову је још и тушањ, тушац, тушњак, портулак и ледена трава.
Име рода Portulaca потиче од латинске речи portula, што значи „мала врата”, а односи се на поклопац чауре који се подиже да би испало семе. Име врсте oleracea значи „зељаст” и означава да је биљка употребљива као поврће. Назив Portulaca за ову врсту налази се још код Плинија и прихваћено је као име рода.

## Распрострањеност
Тушт потиче из Кине и Индије, где се користио као зачин и поврће. Као такав био је познат још у време Старог Египта. Данас самоникло расте у свим деловима света, а у многим земљама се и даље узгаја. 
У нашем поднебљу углавном расте као самоникла биљка, уз куће и путеве, на осунчаним местима, као коров по вртовима и виноградима. Успева само до 800 метара надморске висине.

## Изглед и цветање
Тушт је ниска, по земљи прилегнута, од подножја разграната једногодишња биљка. Стабљика је округла, месната и сочна, светлозелена или црвенкаста, дуга 5-30 cm. Листови су дебели, меснати и сочни, дуги 1-2 cm. Обрнуто су јајасти, лопатичасти, седећи, сјајни и глатки, светлозелене боје. Цветови су ситни, жућкасти, звездастог облика и растворени само у сунчаним преподневним часовима. Развијају се од јула до октобра. Плод је чаура са поклопцем, пуна ситног, црног, бубрежастог семена. Семе је бројно. Може се развити и до 10.000 семена по једној биљци. Клија у пролеће друге године, а клијавост задржава и до 40 година.
- Биљна розета
- Стабљика са листовима и плодовима
- Лист
- Цвет
- Плод - чаура са семеном

### Метаболизам
P. oleracea је једна од ретких биљака која може да користи CAM и C4 пут фотосинтезе, за које се дуго веровало да су међусобно некомпатибилни упркос биохемијским сличностима. P. oleracea ће се пребацити са C4 на CAM путеве током суше, а постоји регулација транскрипције и физиолошки докази за C4-CAM хибридну фотосинтезу током благе суше.

## Таксономија
P. oleracea је 1753. године забележио Карл Лине у Species Plantarum. Због велике варијабилности, велики број подврста и варијетета је описан као сопствене врсте, али према другим публикацијама, све оне спадају у опсег варијације P. oleracea. Синоними P. oleracea subsp. sativa, P. sativa, и P. oleracea var. sativa, који су чешћи у литератури, односе се на нешто робуснији облик у узгоју са крупнијим семеном који се не може одвојити од врсте. Тренутно се узгаја око 40 сорти P. oleracea.
Цветна биљка, познатија као зимски тушт (Claytonia perfoliata), члан је породице Montiaceae и није блиско сродна.

### Етимологија
Специфични епитет oleracea на латинском значи "поврће/биљно" и облик је речи holeraceus (oleraceus).

## Услови станишта и узгој
Тушт најбоље успева на плодном, песковитом тлу, на осунчаним положајима, али је веома отпоран и добро расте и у неповољним условима. Отпоран је на температурне разлике и сушу, а подноси сиромашна земљишта. Када се томе дода и способност да у оваквим условима брзо расте, може се рећи да поседује све особине корова.
Иако је уобичајено је мишљење да тушт представља обичан коров, постоје и опречна. Према неким ауторима тушт је користан коров у њивама зато што расте око главне културе и својим густим и разгранатим стаблом прекрива околно тло, чиме спречава исушивање земљишта. 
Тушт се може и гајити као повртарска врста. Лако се размножава семеном, али и вегетативно, јер се стабљике веома лако саме закорењују. У свету је познато око 40 сорти тушта које се узгајају.

## Хемијски састав
Листови тушта садрже 20-50 мг% витамина Ц, каротина 1,5-5 мг%. Хранљивост тушта је релативно мала, јер зелени део садржи 92-95% воде, количина беланчевина је мала, 1-2,2%, масти 0,3-0,4, угљених хидрата 1,3-2,2%. Има и гвожђа, калцијума и фосфора.

## Екологија
У поређењу са другим уобичајеним културама, P. oleracea је толерантнија према штеточинама због свог воштаног омотача који штити биљку од инсеката и болести. У неким случајевима, познато је да P. oleracea има антифунгална својства. Међутим, неки фитотоксични метаболити Drechslera indica, гљиве, могу изазвати некрозу на портулаку. Dichotomophthora portulacae, друга гљива, може изазвати трулеж стабљике.
Познато је да се Schizocerella pilicornis и Hypurus bertrandi хране на Portulaca oleracea. У неким случајевима, они могу помоћи у контроли конкурентности P. oleracea како би се спречио раст корова на пољима где P. oleracea није пожељна, међутим, не они је спречавају у потпуности расте.

## Употреба
Тушт се често користи као веома укусна самоникла биљка. За јело се може употребити цео сочни надземни део, сиров или куван. Млади листови су благог, кисело-сланог и ароматичног укуса, па се користе у исхрани као салата, сами или помешани са другим поврћем. Старији листови се пре употребе кувају и спремају као вариво, попут другог лиснатог зеленог поврћа или се од њега могу припремити укусне супе и чорбе. Такође се цела биљка може и конзервирати у сирћету, попут корнишона и друге зимнице, при чему се добија пикантан зачин за различита јела. Сушењем тушт губи ароматичност. Семе се може самлети у хранљиво брашно.
Као лековита биљка тушт се употребљавао још у старој Грчкој. Некада се много препоручивао као лек против скорбута, али је у новије време установљено да, у поређењу са другим врстама поврћа, има релативно малу количину витамина Ц. У новије време откривено је да тушт помаже у повишавању крвног притиска, делујући слично адреналину. Тушт се истиче као врста са највећим садржајем омега 3 масних киселина од свих биљака, а садржи и одређене антиоксидансе. Киселкаст укус потиче од оксалне и јабучне киселине, а њихова количина је највећа када се биљка бере рано ујутро. Свеж тушт садржи доста оксалата, који је познат као један од узрочника стварања камена у бубрегу, па се зато не препоручује претерана конзумација ове биљке.
Тушт показује и извесна биоцидна својства, па се може користити и у борби против гљивица, инсеката и нематода.

### Јела припремљена са туштом
Сви делови тушта су јестиви сирови или кувани. Семе се може јести сирово или користити за прављење брашна.
Ова биљка се може јести као лиснато поврће. Вилијам Кобет је приметио да су га „јели Французи и свиње када ништа друго не могу да добију. И једни и други га користе у салати, што ће рећи, сирово“. Он има благо киселкаст и слан укус и једе се у већем делу Европе, Северне Африке, Блиског истока, Азије и Мексика. Стабљике, листови и цветни пупољци су јестиви сирови или кувани. Тушт се може користити свеж као салата, пржен или куван као спанаћ, а због свог слузавог квалитета погодан је и за супе и варива. Кисели укус је због оксалне и јабучне киселине, од којих се потоња производи путем метаболизма красулаценске киселине (CAM) који се јавља код многих ксерофита (биљки које живе у сувим условима), а највећи је када се биљка бере у рано јутро.
- Салата од тушта са парадајзом и црним луком
- Салата од тушта са јогуртом
- Чорба од тушта
- Вариво од тушта
- Тушт у туршији